# Mehmed Emin Ali Pascha

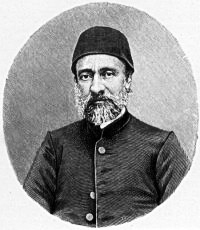
Mehmed Emin Ali

Mehmed Emin Ali pascha, född 1815, död 7 september 1871, var en ottomansk storvesir i Konstantinopel.
Mehmed Emin Ali Pascha var en av förgrundsgestalterna under den så kallade reformtiden (tanzimat) 1839-70. Han blev 1841 ambassadör i London, senare utrikesminister och därefter storvesir i fem omgångar. Mehmed Emin Ali Paschas reformpolitiska insatser var starkt präglade av västerländska idéer, och han var en varm förespråkare för goda förbindelser med Frankrike och Storbritannien.